# In ogni senso
In ogni senso è il quinto album del cantautore italiano Eros Ramazzotti, pubblicato il 10 aprile 1990.

## Descrizione
Questo è l'album che proietta Ramazzotti nel panorama internazionale, grazie alle oltre tre milioni di copie vendute in tutto il mondo e che lo farà diventare uno dei protagonisti della scena musicale italiana.
L'album arriva in prima posizione in Italia, vincendo il Festivalbar 1990 nella sezione "33 giri", in Svizzera per tre settimane e nei Paesi Bassi, in seconda posizione in Germania (rimanendo 53 settimane in classifica), in quinta in Austria ed in decima in Norvegia.
In questo importante lavoro, l'artista romano propone brani in cui si denota una grande maturazione artistica rispetto a quelli pubblicati precedentemente, soprattutto per quanto riguarda i temi trattati. Il primo singolo è Se bastasse una canzone.
Una caratteristica dell'album è che l'espressione avverbiale In ogni senso che tra l'altro è un intercalare molto usato da Eros stesso anche conversando con gli amici, è presente in tutti i testi delle canzoni.

## Tracce
1. Se bastasse una canzone – 5:09 (Eros Ramazzotti, Adelio Cogliati, Piero Cassano)
2. C'è una strada in cielo – 4:24 (Eros Ramazzotti, Adelio Cogliati, Piero Cassano)
3. Amore contro – 4:26 (Eros Ramazzotti, Adelio Cogliati, Piero Cassano)
4. Dammi la luna – 3:53 (Eros Ramazzotti, Adelio Cogliati, Piero Cassano)
5. Taxi story – 4:03 (Eros Ramazzotti, Adelio Cogliati, Piero Cassano)
6. Dolce Barbara – 4:09 (Eros Ramazzotti, Adelio Cogliati, Piero Cassano)
7. Amarti è l'immenso per me – 4:26 (Eros Ramazzotti, Adelio Cogliati, Piero Cassano) – feat. Antonella Bucci
8. Canzoni lontane – 4:52 (Eros Ramazzotti, Adelio Cogliati, Piero Cassano)
9. Cara prof – 4:00 (Eros Ramazzotti, Adelio Cogliati, Piero Cassano)
10. Cantico – 5:52 (Eros Ramazzotti, Adelio Cogliati, Piero Cassano)
11. Oggi che giorno è – 4:37 (Eros Ramazzotti, Adelio Cogliati, Piero Cassano)
12. Andare...in ogni senso – 2:25 (Eros Ramazzotti, Adelio Cogliati, Piero Cassano) – feat. Piero Cassano

Durata totale: 52:16

## Edizione spagnola
1. Si Bastasen un par de canciones – 4:23 (Eros Ramazzotti, Adelio Cogliati, Piero Cassano, Ignacio Ballesteros)
2. Una calle al cielo – 4:30 (Eros Ramazzotti, Adelio Cogliati, Piero Cassano, Ignacio Ballesteros)
3. Amor en contra – 4:24 (Eros Ramazzotti, Adelio Cogliati, Piero Cassano, Ignacio Ballesteros)
4. Toma la luna – 3:49 (Eros Ramazzotti, Adelio Cogliati, Piero Cassano, Luis Gomez Escolar)
5. Taxi story – 3:59 (Eros Ramazzotti, Adelio Cogliati, Piero Cassano, Ignacio Ballesteros)
6. Un atardecer violento – 4:05 (Eros Ramazzotti, Adelio Cogliati, Piero Cassano, Luis Gomez Escolar)
7. Amarte es total – 4:22 (Eros Ramazzotti, Adelio Cogliati, Piero Cassano, Luis Gomez Escolar) – feat. Antonella Bucci
8. Canciones lejanas – 4:59 (Eros Ramazzotti, Adelio Cogliati, Piero Cassano, Carlos Fuentes)
9. Querida profe – 3:58 (Eros Ramazzotti, Adelio Cogliati, Piero Cassano, Ignacio Ballesteros)
10. Cántico – 5:44 (Eros Ramazzotti, Adelio Cogliati, Piero Cassano, Carlos Fuentes)
11. Dime qué día es – 4:33 (Eros Ramazzotti, Adelio Cogliati, Piero Cassano, Carlos Fuentes)
12. Soñar es gratis – 2:20 (Eros Ramazzotti, Adelio Cogliati, Piero Cassano, Carlos Fuentes) – feat. Piero Cassano

## Formazione
- Eros Ramazzotti - voce e cori, chitarra elettrica
- Maurizio Bassi - tastiera e programmazione
- John Giblin, Pino Palladino - basso
- Luis Jardim, Candelo Cabezas - percussioni
- Charlie Morgan - batteria
- Giorgio Cocilovo - chitarra acustica ed elettrica
- Marco Forni - pianoforte e tastiera
- Paolo Gianolio - chitarra acustica ed elettrica, programmazione, tastiera
- Celso Valli - tastiera, organo Hammond, pianoforte e sintetizzatore
- Lele Melotti - batteria e percussioni
- Franco Testa - contrabbasso
- Fernando Brusco - tromba
- Mauro Parodi - trombone
- Amedeo Bianchi, Jacopo Jacopetti - sax alto
- Rudy Trevisi - congas, sax alto
- Claudio Pascoli - sax tenore
- Paride Sforza - clarinetto
- Maurizio Cei, Jimmy Chambers, Giulia Fasolino, Raffaella Casalini, Lance Ellington, Naimy Hackett, Tessa Niles, David Srb, Alberto Garcia Demestres, Carol Kenyon, Katie Kissoon, Betty Maineri, Antonella Melone, Luciano Genovesi, Antonella Pepe, Renzo Meneghinello, Jimmy Helms, Betty Villani, Marco Ferradini, Moreno Ferrara, Silvio Pozzoli - cori
- Antonella Bucci - cori, voce in Amarti è l'immenso per me
- Piero Cassano - cori, voce in Andare...in ogni senso

## Classifiche

### Classifiche settimanali
| Classifica (1990) | Posizione massima |
| ----------------- | ----------------- |
| Austria           | 5                 |
| Belgio            | 1                 |
| Europa            | 3                 |
| Germania          | 2                 |
| Italia            | 1                 |
| Norvegia          | 10                |
| Paesi Bassi       | 1                 |
| Spagna            | 3                 |
| Svezia            | 34                |
| Svizzera          | 1                 |

### Classifiche di fine anno
| Classifica (1990) | Posizione |
| ----------------- | --------- |
| Austria           | 14        |
| Europa            | 3         |
| Germania          | 8         |
| Italia            | 2         |
| Paesi Bassi       | 9         |
| Svizzera          | 3         |
| Classifica (1991) | Posizione |
| Germania          | 100       |